# JoJolion
JoJolion (яп. ジョジョリオン, Джьоджьоріон) — восьма частина франшизи манґи JoJo's Bizarre Adventure авторства Хірохіко Аракі. Манґа почала публікуватися Shueisha в журналі Ultra Jump з 19 травня 2011 по 19 серпня 2021 року. Усього було випущено 110 розділів, зібрані потім у 27 томів манґи.
JoJolion є другою частиною нового всесвіту JoJo, її події відбуваються через 121 рік після Steel Ball Run і є альтернативною історією Diamond Is Unbreakable.

## Сюжет
2011 рік, Японія оговтується від великомасштабних землетрусів і цунамі, у тому числі і невелике містечко Моріо. Після землетрусу в місті стали з'являтися височини з химерними візерунками, так звані «бачачі стіни», які руйнують дороги, лінії електропередач та будинки. Молода дівчина на ім'я Ясухо Хіросе знаходить під завалами молодого чоловіка, який страждає на амнезію, і називає його «Джоске».
Спочатку Джоске думає, що він Йошикаге Кіра, але правда виявляється химернішою — він результат злиття Кіри та ще однієї людини. Незабаром хлопця приймає в будинок Норісуке Хіґашиката, глава маєтку Хіґашиката і великого сімейства, але Джоске підозрює, що Норісуке переслідує якісь корисливі цілі і як те пов'язаний з минулим Джоске, однак у міру розвитку сюжету і розкриття нових таємниць, Джоске таємничі плоди Рокакака, здатні зцілювати людей і «забирати» щось натомість, а Кіра з іншим «батьком» втекли від членів мафії, після того, як украли кілька гілок Рокакака. Тепер мафія думає, що Джоске та сім'я Хіґашиката пов'язані з Кірою і мають намір вбити їх усіх. Норісуке не підозрює, що один із членів мафії — його старший син, який теж спробує вбити Джоске.

## Персонажі
Джоске Хіґашиката (яп. 東方 定助, Хіґасіката Дзьосуке)
Головний герой восьмої частини манґи, підліток (19 років на момент подій цієї частини), ходить у матросці. Спочатку його знайшли під завалами Ясухо, з ранами від укусу на спині. Нащадок альтернативного Джонатана Джостара із всесвіту Steel Ball Run. Страждає на амнезію. Має здатність точно визначити відстань до об'єктів і має дивну звичку спати під тиском предметів. Коли його приймають у сім'ю Хіґашикати, він отримує ім'я Джоске. Його стенд Soft & Wet (яп. ソフト＆ウェット, Софуто енд ветто) гуманоїдного типу, робатичної зовнішності та світлого забарвлення, який на короткий час може забирати в об'єкта якісь властивості, як допустимо звукопровідність у стіни. Є альтернативним Кірою та Джоске (якого звуть Джозефумі).
Ясухо Хіросе (яп. 広瀬 康穂, Хіросе Ясухо)
Дівчина, яка йде за Джоске і допомагає йому встановити його особистість, згодом закохується в нього. На початку знайшла його напівголого під завалами і дала нове ім'я — Джоске, на честь свого собаки, який, за твердженням Ясухо, дуже схожий на Джоске. Її зріст становить 166 сантиметрів.
Джошу Хіґашиката (яп. 東方 常秀, Хіґашиката Дзьосю)
Соціально некомпетентний та розпещений підліток, хоча йому вже 18 років. Коли Ясухо рятувала Джоске, Джошу неправильно зрозумів ситуацію і напав на Джоске, в результаті виявляється пораненим його стендом і сам отримує цю здатність. Друг дитинства Ясухо і закоханий у неї, хоча обзиває повією. Вивчає соціологію в університеті, щоб стати соціальнішим. Спочатку ненавидить Джоске, але перестав виявляти проти нього агресію лише через пошану до батька.
Норіске Хіґашиката IV (яп. 東方憲助, Хіґашиката Норісуке)
Глава сім'ї Хіґашикату та фруктової компанії. Приймає до своєї сім'ї Джоске і дуже чемно з ним поводиться. Вважає себе «янкі», і щоб тримати машину в чистоті, знімає взуття. Доручив Джоске доглядати за Дайю у якої проблеми зі зором. Заборонив Ясухо зустрічатися з Джошу та Джоске. Насправді він якось пов'язаний із подіями, що сталися з Джоске та Кірою.
Тоору (яп. 透龍, Тоору)
Головний антагоніст JoJolion. Він працює у лікарні неповний робочий день. Колишній хлопець Ясухо із середньої школи. Пізніше з'ясовується, що він є лідером кам'яних людей та організації контрабандистів Локакака, які прагнуть отримати нові плоди Локакака за всяку ціну. Стенд Тоору — Wonder of U, через який будь-хто, хто намагається переслідувати його або його стенд, страждає від дивних подій, званих «лихами». Сам стенд приймає людський образ, відомий як Сатору Акефу, видаючи себе за головного лікаря Університетської лікарні TG.

## Створення
Jojolion є альтернативним сюжетом Diamond Is Unbreakable з головним героєм Джоске Хіґашиката. За словами Аракі, героїня на ім'я Ясухо Хіросе є варіацією персонажа Коїчі Хіросе. Так, якщо Коїчі в Diamond is Unbreakable символізував дружбу, то зміна статі додала б сюжету романтичний елемент. Створюючи інших жіночих персонажів, манґака також хотів надати сюжету частку еротики, проте присвятив більше часу розвитку відносин Ясухо та Джоске. Створюючи Jojolion, Аракі влаштовував експерименти з жанрами, які не популярні у Weekly Shonen Jump. Манґака зазначив, що «видання навіть дозволило йому намалювати героїню з пласкими грудьми вперше з того часу, як він почав створювати манґу». Аракі зазначив, що йому не зовсім важливо, створює він жінку персонажа або чоловіка і не згоден з поширеним підходом багатьох манґак, що додавання жіночих персонажів надає сюжету якийсь шарм і манґа стає популярнішим. Аракі вважає, що якщо в сюжеті грамотно подати романтичний розвиток, то ким є персонажі і як він виглядає, не грає великої ролі, це можуть бути навіть чоловіки, якщо існування такого зв'язку в рамках сюжету манґи виправдано.
У своєму першому томі манґи Аракі розповів, що при її створенні, надихався концепцією «прокляття» (呪い нороі), яке є наслідком гріхів предків. Наявність прокляття робить людей «зіпсованими», якщо з псуванням не боротися, то вона переростає в «почуття образи». Також Аракі надихався темою того, що кожна людина від народження бачить світ у чорно-білому кольорі, але в міру зростання розвиваєте в собі «тертя» (摩擦 масацу), що не дозволяє людині приймати лише правильні чи неправильні рішення, переживання якого є частиною людського суспільства . У цьому концепції прокляття, Аракі і побудував історію манґи.
У другому томі манґи Араки пояснив, що рішення додати в заголовок назви манґи закінчення -lion, було зроблено для відсилання до християнської концепції благословення і євангелія (єванге"ліон" грецькою), а також відсилання давньогрецького міфу про Пігмаліона.

## Манґа

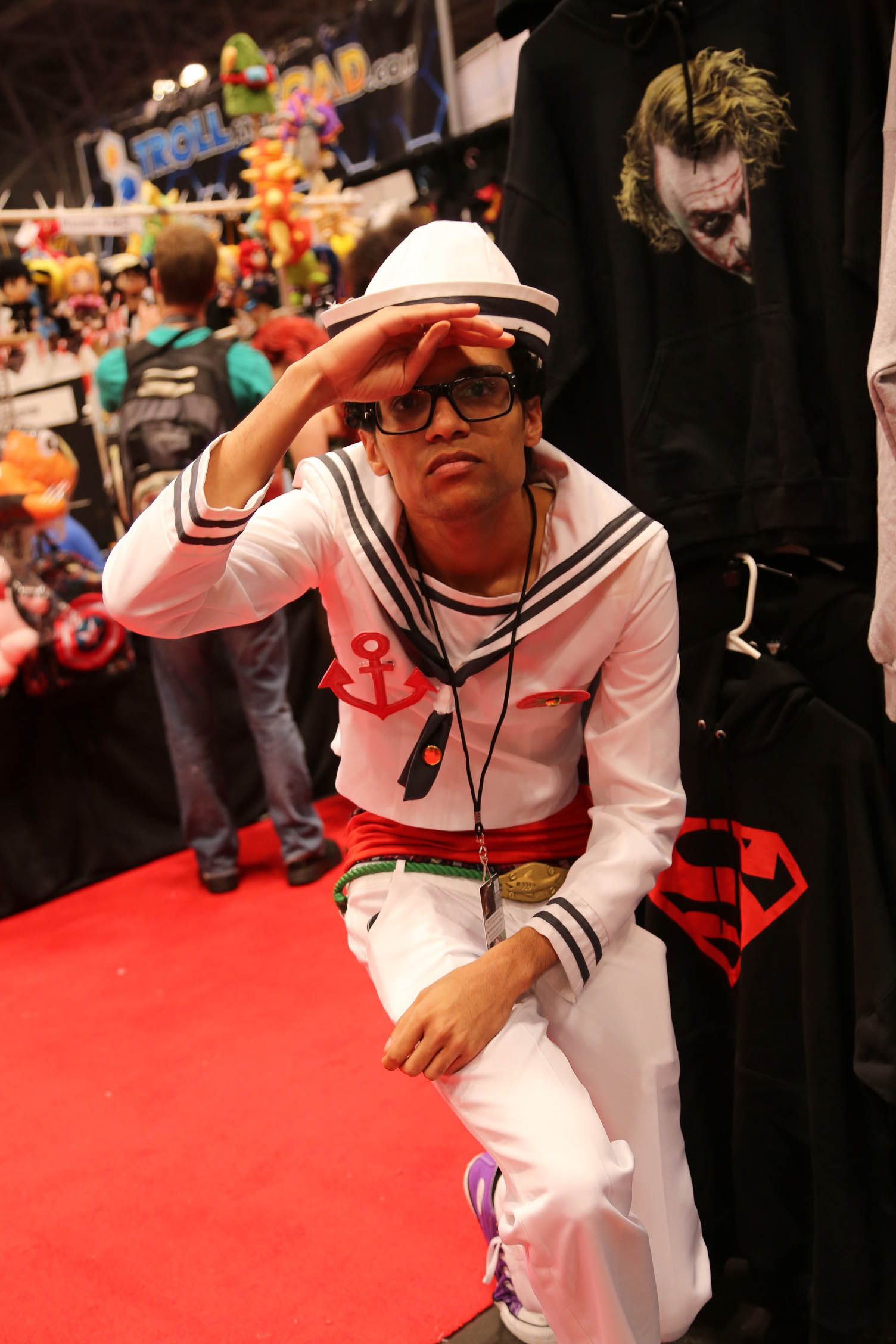
Косплей

Манґа почала публікуватись у журналі Ultra Jump з 19 травня 2011 року, випуск тривав аж до 18 серпня 2021 року. Усього випущено 110 розділів, зібраних потім у 27 томів манґи. Манґа була ліцензована Edizioni Star Comics для випуску на території Італії, Tong Li Publishing Co., Ltd. для випуску в Тайвані та Delcourt на території Франції.
Перший випущений у грудні 2011 року том зайняв друге місце в списку томів, що найбільш продаються в Японії, за перший тиждень з 237,374 розпроданими копіями. Другий том, випущений у квітні 2012 року, посів третє місце з 204,791 копіями, третій том, випущений у вересні того ж року з проданими 260,080, посів друге місце. Три томи увійшли до списку манґ-бестселерів у 2012 році. Перший том зайняв 46 місце з розпроданими 534,996 копіями, другий том зайняв 53 місце з 516,040 копіями і третій том — 69 з 457,791 копіями. Четвертий том, випущений у травні 2013 року, посів друге місце з проданими 224,551 копіями за перший тиждень.
Видання новин Kono Manga ga Sugoi! у своєму випуску від 2013 року поставила манґу JoJolion на 12 місце у списку кращих манґ для чоловіків. Манґа виграла премію на японському щорічному фестивалі японських медіа-мистецтв.

## Поява в інших медіа
Головні герої з JoJolion з'являлися у двох відео-іграх, таких, як All Star Battle 2012 року випуску та Eyes of Heaven 2014 року випуску. В обох випадках Джоске Хіґашиката і його найближчі союзники з'являються як ігрові персонажі, з якими можна вступати в бій або самим за них боротися.

## Сприйняття
Критик сайту Manga-news відзначив разючу різницю в жанрі манґи Jojolion зі Steel Ball Run, якщо перший є вестерн-бойовик з бандитами та аристократами, то Jojolion це повсякденність, містика та детектив. Проте критик цьому не дивується, відзначаючи, що Аракі завжди мав схильність різко змінювати свої жанри в різних частинах манґи. На думку рецензента, сюжет у Jojolion виглядає більш глибоким і захоплюючим порівняно зі Steel Ball Run, він буквально з самого початку захоплює читача, щоб поступово розкривати йому сюжетні карти та таємницю походження головного героя.